# 遂の滅亡
遂の滅亡（すいのめつぼう）は、紀元前618年に発生した斉が遂を滅ぼした戦い。
遂は春秋時代の魯の属国であった。魯の荘公は斉に大きな脅威を感じた。